# Valcourt (Quebec)
Valcourt es una ciudad de la provincia de Quebec, Canadá. Está ubicada en el municipio regional de condado de Le Val-Saint-François y a su vez, en la región administrativa de Estrie. Hace parte de las circunscripciones electorales de Richmond a nivel provincial y de Shefford a nivel federal. Su acceso es a través de las rutas 222 y 243.
En esta ciudad nació Joseph-Armand Bombardier, el inventor de la motonieve. En 1971 se inauguró el moderno museo J. Armand Bombardier en el mismo lugar donde se encontraba el antiguo taller de su empresa Bombardier Recreational Products, en las afueras de la población.

## Geografía
Valcourt se encuentra ubicada en las coordenadas 45°29′29″N 72°18′54″O / 45.49139, -72.31500. Según Statistique Canada, tiene una superficie total de 5,03 km² y es una de las 1134 municipalidades en las que está dividido administrativamente el territorio de la provincia de Quebec.

## Demografía
Según el censo de Canadá de 2011, había 2349 personas residiendo en esta ciudad con una densidad de población de 467,3 hab./km². Los datos del censo mostraron que el número de personas censadas en 2006 era equivalente al número de personas censadas en 2011. El número total de inmuebles particulares resultó de 1106 con una densidad de 219,88 inmuebles por km². El número total de viviendas particulares que se encontraban ocupadas por residentes habituales fue de 1045.